# Chirurgien jaune
Zebrasoma flavescens
Espèce
Statut de conservation UICN

 LC  : Préoccupation mineure
Le chirurgien jaune (Zebrasoma flavescens) est un poisson d'eau de mer de la famille des Acanthuridae qui vit dans les récifs coralliens du Pacifique et de l'océan Indien.
Il s'agit d'une espèce très populaire comme poisson d'aquarium.

## Description
Le chirurgien jaune présente un corps comprimé latéralement. Les adultes peuvent atteindre 20 cm de longueur avec une épaisseur d'un ou deux centimètres. Les mâles sont légèrement plus grands que les femelles mais leur livrée, jaune lumineux, est identique. La nuit, l'avant de leur corps prend une teinte sombre avec une barre blanche horizontale, coloration qui disparaît dès que le jour revient.
Leur long museau effilé leur permet de manger des algues profondément enfouies dans le corail. Comme les autres chirurgiens (ce qui leur donne leur nom commun), il présente une épine à côté de la queue.

## Régime alimentaire
Le chirurgien jaune est essentiellement herbivore : il se nourrit de petites algues filamenteuses qu'il saisit entre les coraux avec son bec effilé. De temps en temps, il mange des crevettes ou de petits animaux.

## Distribution et habitats
On le trouve généralement en récifs peu profonds, de -2 à -46 m, dans le Pacifique et l'océan Indien, à l'ouest d'Hawaï et à l'est du Japon.

## Aquariophilie
Le chirurgien jaune est un poisson de mer couramment conservé. Sa taille en aquarium peut aller jusqu'à 25 cm mais en général il reste aux alentours de 15 cm. Il a besoin d'un aquarium d'au moins 300 L mais sera plus à l'aise dans un bac plus grand. Étant herbivore, il est relativement facile à nourrir. Il est habituellement très robuste, mais comme les autres chirurgiens est sensible à l'ichtiophthiriose et autres maladies communes d'eau de mer. C'est un poisson semi-agressif mais que l'on peut habituellement maintenir avec d'autres poissons similaires toutefois il n'est pas possible de le garder avec d'autres chirurgiens jaunes (ou d'autres chirurgiens de forme ou de taille similaires) ou alors il faut les garder en quantité suffisante (six ou sept individus).
En aquarium communautaire, il peut être maintenu avec des poissons tels que Apogon fleurieu, grands poissons clowns, rascasse, anguilles, ou d'autres chirurgiens d'allure différente tels que Acanthurus achilles ou Paracanthurus hepatus. Il ne s'attaque pas aux invertébrés et peut donc être placé dans un aquarium de récif.

## Divers
- Dans le film Le Monde de Nemo (Trouver Némo au Québec), Bubbles est un chirurgien jaune.
- Le chirurgien jaune est le poisson le plus exporté d'Hawaï et est l'un des poissons les plus populaires aux États-Unis.